# Neongrundel
Die Neongrundel (Elacatinus oceanops) ist ein kleiner Meeresfisch, der in den Korallenriffen der Karibik von Florida und den Bahamas über den Golf von Mexiko bis Belize vorkommt. 

## Merkmale
Die Neongrundel wird nur 3,5 Zentimeter lang. Ihr Körper ist langgestreckt und zeigt einen auffallenden blauen Streifen, der vor den Augen beginnt und sich auf den Körperseiten bis auf die Schwanzflosse erstreckt. Oben und unten wird der blaue Streifen von schwarzen Streifen gesäumt. Die Bauchseite ist weißlich.
- Flossenformel: Dorsale VII–VIII/10–13, Anale I/9–12.

## Lebensweise
Die Neongrundel nimmt, wie verwandte Arten aus der Gattung Elacatinus, die ökologische Rolle der Putzerlippfische aus dem Indopazifik ein, die im Atlantik fehlen. Sie ähnelt auch in ihrer Zeichnung den Putzerlippfischen. Die Tiere unterhalten feste Putzstationen auf erhöhten Korallenblöcken in Tiefen bis 40 Meter und leben dort einzeln, in Paaren oder in großen Gruppen von bis zu 30 Tieren. Sie ernähren sich von den parasitischen Kleinkrebsen, die sie ihren "Kunden" von der Haut fressen. Die tagaktiven Fische verbergen sich nachts in ihrem Korallenversteck. Neongrundeln sind monogam.